# Franz Wilhelm Kauhlen
Franz Wilhelm Kauhlen (* 27. Januar 1750 in Hemmerden; † 13. Februar 1793 in Bonn) war ein deutscher Mediziner. Er beschrieb als erster die Heilkraft des Mineralbrunnens zu Roisdorf bei Bonn.

## Leben und Wirken

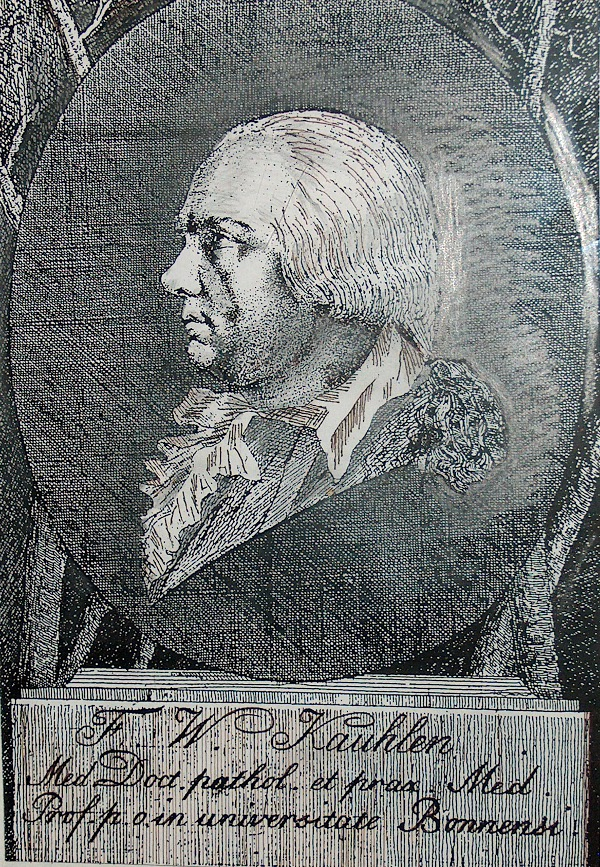
Franz Wilhelm Kauhlen (Porträtsammlung der Universitätsbibliothek Bonn)

Geboren wurde Franz Wilhelm Kauhlen als Sohn einer großbäuerlichen Familie im Dorf Hemmerden am Niederrhein, damals Teil der Reichsherrschaft Dyck, der Residenz der Grafen von Salm-Reifferscheidt-Dyck. Nach erstem Schulunterricht im unweit gelegenen Elsen besuchte er das Jesuitengymnasium in Neuss, danach das Gymnasium der Lautentiner in Köln.
Das zunächst gewählte Studium der „Gottes- und Rechtsgelehrtheit“ an der Kölner Universität gab Kauhlen 1771 auf, um sich an der königlich-brandenburgischen Universität zu Duisburg dem Studium der Medizin zu widmen. Er wurde Schüler des bekannten Mediziners und Chemikers Johann Gottlob Leidenfrost. In seiner Inauguraldissertation untersuchte Kauhlen 1774 den im Eigentum der Grafen von Salm-Reifferscheidt-Dyck befindlichen Sauerbrunnen zu Roisdorf. Die Schrift pries dessen Heilkraft als ebenbürtig mit dem Brunnen von Niederselters und schuf damit die Grundlage für den Betrieb des Roisdorfer Mineralbrunnens.
Kauhlen ergänzte seine Ausbildung an der Universität Straßburg, um sich 1775 als praktischer Arzt in der kurkölnischen Residenzstadt Bonn niederzulassen. Anfang 1776 bot er dort die ersten medizinischen Vorlesungen an. Mit dem Titel eines kurkölnischen Hofrats wurde Kauhlen ein Jahr später als Professor für Medizin an die neu gegründete „Maxische Akademie“ zu Bonn berufen. Kauhlen betreute fortan Abhandlungen über Pathologie und medizinische Praxis, doch widmete er sich auch weiterhin ärztlicher Tätigkeit. 1782 wurde er auf eigenes Bestreben zum Garnisonsarzt ernannt. Der neue Kurfürst Max Franz von Habsburg-Lothringen, der die Bonner Akademie zur Universität erheben ließ, berief Kauhlen 1784 auf den Lehrstuhl für Pathologie. 1786 wirkte Kauhlen als Dekan der medizinischen Fakultät, 1789 wurde er der dritte Rektor der Bonner Universität.
Kauhlens selbst bekundete Anliegen waren logisch exakte Arbeitsweise, unvoreingenommene kritische Beurteilung und klare Begrifflichkeitsbildung für den medizinischen Bereich. In seinen wissenschaftlichen Arbeiten erwies er sich als Vorkämpfer für verbesserte Hygiene und für gesündere Wohnverhältnisse, beschäftigte sich mit der Erforschung der Ruhr sowie des Wund- und des Kindbettfiebers. Als Mitglied des Medizinalrats arbeitete er an einer grundlegenden Reform des Medizinalwesens in Kurköln.

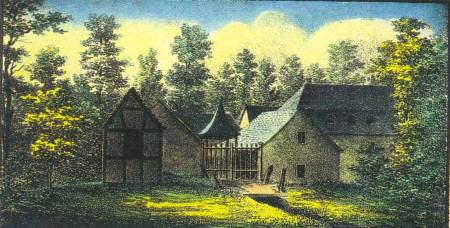
Mineralbrunnen zu Roisdorf 1826

Kauhlen als entschiedener Vertreter der Aufklärung war 1782 der erste der Bonner Professoren, der sich unter die Illuminaten aufnehmen ließ, d. h. in deren im Vorjahr gegründete Minervalkirche Stagira. Diesem Orden traten neben Kauhlen (Ordensname „Tassilo“) auch Hoforganist Christian Gottlob Neefe, der Lehrer Ludwig van Beethovens, sowie Bonifaz Oberthür, der zweite Rektor der Universität, und weitere hochgestellte Persönlichkeiten aus Hof und Universität beitreten. Nach dem Verbot des Illuminatenordens 1785 fanden Kauhlen und weitere vormalige Mitglieder in der 1787 gegründeten, bis heute bestehenden Bonner Lese- und Erholungsgesellschaft erneut zusammen. Wohl über den Medizinstudenten Franz Gerhard Wegeler kam eine Verbindung zu dessen Freund Ludwig van Beethoven zustande, der gemäß der Familienüberlieferung des Öfteren im Hause Kauhlen musizierte.
Seit 1777 war Kauhlen mit Anna Maria Kaufmann, der Tochter des Bonner Ratsbürgermeisters Peter Josef Kaufmann, verheiratet. Drei Kinder gingen aus der Ehe hervor: Lambert Joseph, später Amtsarzt in Zons, Matthias Franz, später Forstmeister in Gemünd, und Maria Agnes, die Johann Adolph Steinberger heiratete, den langjährigen Kölner Oberbürgermeister.
Nachdem der Kurfürst Max Franz Ende 1792 vor den französischen Revolutionstruppen geflohen war, betreute Kauhlen als Garnisonsarzt das in Bonn stationierte kaiserlich-österreichische Militär. Hierbei infizierte er sich mit dem „Lazarethfieber“ (Typhus). Er verstarb, kaum 43-jährig, an dieser Krankheit, gegen die er als Wissenschaftler ein Heilmittel zu finden gesucht hatte.